# Kelaart-Langkrallenspitzmaus
Die Kelaart-Langkrallenspitzmaus (Feroculus feroculus) ist eine auf Sri Lanka endemische Spitzmausart.

## Merkmale
Das kurze, weiche Fell dieser Spitzmaus ist aschgrau oder schwarz gefärbt. Die Vorderpfoten sind weiß gefärbt, sie sind vergrößert und tragen lange Krallen, im Gegensatz dazu sind die grauen Hinterpfoten deutlich kleiner und haben nur kleine Krallen. Der fein behaarte Schwanz ist mit einigen längeren, borstenartigen Haaren versehen. Diese Tiere erreichen eine Kopfrumpflänge von 106 bis 118 Millimeter, eine Schwanzlänge von 56 bis 73 Millimeter und ein Gewicht von rund 35 Gramm.

## Lebensweise
Diese Spitzmäuse bewohnen ausschließlich das zentrale Hochland Sri Lankas, wo sie Gebiete mit dichtem Unterholz bis in 2150 Metern Seehöhe bewohnen. Ansonsten ist über ihre Lebensweise kaum etwas bekannt. Die großen Krallen der Vorderpfoten weisen vermutlich auf eine zumindest teilweise unterirdische Lebensart hin.

## Bedrohung
Die Art wurde Mitte des 19. Jahrhunderts in der Region um die Stadt Nuwara Eliya entdeckt – in der gleichen Region wurde in den 1920ern mit der Pearson-Langkrallenspitzmaus eine weitere ähnliche Art gefunden. Seither sind kaum mehr als 10 Exemplare dieser Art gesichtet worden. Aufgrund des kleinen Verbreitungsgebietes und der Zerstörung ihres Lebensraums wird die Art von der IUCN als bedroht (endangered) gelistet.